# Pedro de Roda

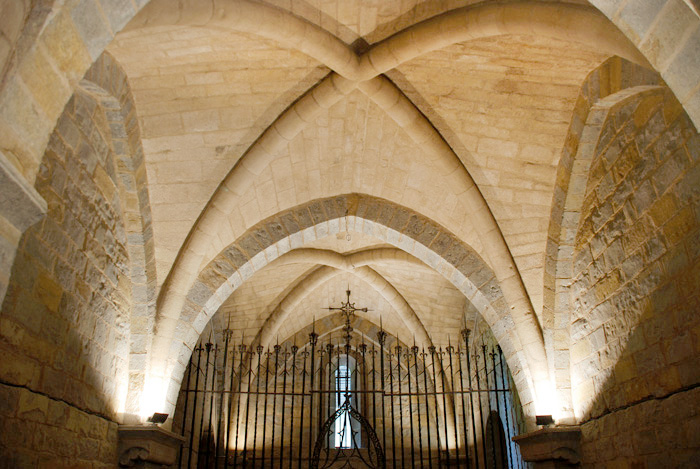
Capilla de San Jesucristo o de Pedro de Roda en la catedral de Pamplona.

Pedro de Roda fue obispo de Pamplona entre 1083 y 1115. Hijo de Dido de Andouque y Estefanía, nació en Rodez, en el departamento francés de Aveyron. Fue monje en Santa Fe de Conques y luego pasó a San Ponce de Thomières, cuyo abad Frotardo patrocinó su elección para la sede pamplonesa, que estaba sumida en una crisis.
Organizó el cabildo sobre la base de la regla de San Agustín, con nuevos cargos como prior, ardedianos, enfermero, sacristán... lo dotó de centro de estudios y nuevas infraestructuras, así como colocó la primera piedra de la nueva catedral románica en 1100. Sustituyó la liturgia toledana o mozárabe por la romana en toda la diócesis.
Contó desde el principio con la ayuda del rey Sancho Ramírez, quien le confirmó diferentes santuarios y prerrogativas, como el señorío temporal sobre Pamplona (1096). Colaboró en la reconquista de Huesca y Barbastro bajo el monarca Pedro I de Aragón, que le concedió la villa de Zubiri y dos casas en la capital oscense.
Por otro lado obtuvo numerosas herencias de la alta nobleza a lo largo de todo el norte de España. Consagró el altar de la Santa Fe en la catedral compostelana y estuvo presente en numerosos concilios. Como cumplimiento de su voto de cruzada, marchó a Tierra Santa en 1100. A su vuelta quedó en Toulouse, donde años antes había consagrado la iglesia de San Sernín junto al papa Urbano II, por lo que consiguió indulgencias papales para la construcción de la catedral pamplonesa. Murió en Toulouse en 1115.